# Nele Moos
Nele Moos (* 23. November 2001 in Duisburg) ist eine deutsche Para-Leichtathletin, die in den Disziplinen 100-Meter-Lauf, 400-Meter-Lauf und im Weitsprung antritt. Sie wurde 2024 in Paris Vizeparalympicssiegerin im Weitsprung.

## Leben
Nele Moos erlitt bei der Geburt einen Sauerstoffmangel und hat seitdem eine halbseitige Lähmung der rechten Körperhälfte (infantile Cerebralparese). Seit ihrer Kindheit betreibt sie Sport. Sie studiert Sonderpädagogik.

## Karriere
Moos trainiert seit 2018 beim TSV Bayer 04 Leverkusen und startet bei Wettkämpfen in der Klasse T38. Bei der Weltmeisterschaft 2023 gewann sie die Bronzemedaille im Weitsprung. Bei den Paralympischen Spielen in Paris 2024 gewann sie Silber.

## Erfolge
- 2023: Bronze im Weitsprung bei den Weltmeisterschaften
- 2024: Silbermedaillengewinnerin im Weitsprung bei den Paralympischen Spielen